# Juniorsportler des Jahres (Deutschland)
Seit 1978 zeichnet die Stiftung Deutsche Sporthilfe erfolgreiche Nachwuchssportler in Deutschland aus. Eine Jury aus Vertretern des Sports, der Medien und des öffentlichen Lebens vergibt jährlich Preise in den Kategorien Einzelsportler und Mannschaftssportler. Zudem erhalten Athleten im Behinderten- und Gehörlosensport je einen Sonderpreis.
Die Kandidaten werden zunächst von ihren Sportverbänden vorgeschlagen. Ausschlaggebend für die Nominierung sind Erfolge bei Welt- und Europameisterschaften der Jugendlichen und Junioren sowie bei Olympischen Spielen, Welt- und Europameisterschaften der Senioren und anderen internationalen Wettbewerben. Der Bereich Leistungssport des Deutschen Olympischen Sportbundes (DOSB) arbeitet anschließend in Zusammenarbeit mit der Stiftung Deutsche Sporthilfe Empfehlungen aus, auf deren Grundlage die Jury entscheidet. Im Jahr 2007 bestand beispielsweise die Jury unter Vorsitz von Alfons Hörmann, Präsident des DOSB, aus 14 Personen, darunter Bundesinnenminister Thomas de Maizière sowie hochrangige Mitarbeiter der Stiftung Deutsche Sporthilfe und anderer Sportinstitutionen.
Jeweils zwei Auszeichnungen in aufeinander folgenden Jahren nahmen der Nordische Kombinierer Björn Kircheisen (2002/2003) und die Biathletin Magdalena Neuner (2007/2008) in Empfang; Pauline Grabosch wurde 2015 mit Emma Hinze als Mannschaft geehrt und im Jahr darauf allein.

## Preisträger und Preisträgerinnen
| Jahr | Sportler(in)                           | Mannschaft                                                                                                  | Behindertensportler(in)                  | Gehörlosensportler(in)            |
| ---- | -------------------------------------- | --- | ---------------------------------------- | --------------------------------- |
| 2024 | Helen Briem Golf                       | Nationalmannschaft der Junioren (U-18) 3×3-Basketball                                                       | Gina Böttcher Schwimmen                  | Nele Schutzbach Ski Alpin         |
| 2023 | Helen Kevric Turnen                    | Nationalmannschaft der Männer (U-21) Handball                                                               | Maximilian Jäger Paracycling             | Tessa Lange Leichtathletik        |
| 2022 | Lisa Spark Biathlon                    | Nationalmannschaft der Junioren Hockey                                                                      | Linn Kazmaier Skilanglauf                | Niklas Müller Schwimmen           |
| 2021 | Sarah Vogel Leichtathletik             | Laura Nolte, Deborah Levi (Zweierbob) Bobsport                                                              | Taliso Engel Schwimmen                   | Hannah Peters Leichtathletik      |
| 2020 | Wahl wurde abgesagt                    | Wahl wurde abgesagt                                                                                         | Wahl wurde abgesagt                      | Wahl wurde abgesagt               |
| 2019 | Alexandra Föster Rudern                | Lea Sophie Friedrich, Emma Götz, Alessa-Catriona Pröpster (Teamsprint) Bahnradsport                         | Léon Schäfer Leichtathletik              | Finja Rosendahl Badminton         |
| 2018 | Lea-Jasmin Riecke Leichtathletik       | 4 × 100-m-Staffel der U-20 (Viktoria Dönicke, Sophia Junk, Corinna Schwab und Denise Uphoff) Leichtathletik | Clara Klug Biathlon                      | Erik Heydrich Leichtathletik      |
| 2017 | Niklas Kaul Leichtathletik             | 4 × 100-m-Staffel der U-20 (Katrin Fehm, Keshia Kwadwo, Sophia Junk und Jennifer Montag) Leichtathletik     | Lindy Ave Leichtathletik                 | Melanie Stabel Sportschießen      |
| 2016 | Pauline Grabosch Bahnradsport          | Johannes Lochner, Joshua Bluhm (Zweierbob) Bobsport                                                         | Maurice Schmidt Rollstuhlfechten         | Colin Müller Sportschießen        |
| 2015 | Laura Lindemann Triathlon              | Pauline Grabosch, Emma Hinze (Teamsprint) Bahnradsport                                                      | Johannes Floors Leichtathletik           | Nelly Steinbach Beachvolleyball   |
| 2014 | Sappho Çoban Judo                      | Nationalmannschaft der Junioren Hockey                                                                      | Anna-Lena Forster Ski Alpin              | Linda Neumann Schwimmen           |
| 2013 | Laura Dahlmeier Biathlon               | Francesco Friedrich, Gino Gerhardi (Zweierbob) Bobsport Ole Daberkow, Kai Fuhrmann (Doppelzweier) Rudern    | Elena Krawzow Schwimmen                  | Linda Neumann Schwimmen           |
| 2012 | Shanice Craft Leichtathletik           | Nationalmannschaft der Junioren (Teamsprint) Bahnradsport                                                   | Natascha Hiltrop Sportschießen           | Heike Albrecht Tennis             |
| 2011 | Johannes Rydzek Nordische Kombination  | Nationalmannschaft der Junioren Handball                                                                    | Thomas Schmidberger Rollstuhltischtennis | Jessica Urbanski Leichtathletik   |
| 2010 | Silke Lippok Schwimmen                 | Nationalmannschaft der Frauen (U-20) Fußball                                                                | Anna Schaffelhuber Ski Alpin             | Jarmila Gupta Schwimmen           |
| 2009 | Viktoria Rebensburg Ski Alpin          | Nationalmannschaft der Junioren Hockey                                                                      | Annabel Breuer Rollstuhlfechten          | Daniel Helmis Leichtathletik      |
| 2008 | Magdalena Neuner Biathlon              | Nationalmannschaft der Juniorinnen Handball                                                                 | Lucas Ludwig Schwimmen                   | Heike Albrecht Tennis             |
| 2007 | Magdalena Neuner Biathlon              | Nationalmannschaft der Junioren Bogenschießen                                                               | Pierre Senska Paracycling                | Phil Goldberg Schwimmen           |
| 2006 | Amelie Kober Snowboard                 | Zweier ohne Steuerfrau der Juniorinnen Rudern                                                               | Alhassane Baldé Leichtathletik           | Björn Koch Schwimmen              |
| 2005 | Maximilian Levy Bahnradsport           | Nationalmannschaft der Junioren Fechten (Säbel)                                                             | Andrea Rothfuss Ski Alpin                | Roberto Scheuerer Wasserball      |
| 2004 | Maria Riesch Ski Alpin                 | Nationalmannschaft der Junioren Handball                                                                    | Christiane Reppe Schwimmen               | Sarah Bednarek Leichtathletik     |
| 2003 | Björn Kircheisen Nordische Kombination | Nachwuchsmannschaft Vielseitigkeit Reiten                                                                   | Matthias Schröder Leichtathletik         | Matthias Bucherer Ski Alpin       |
| 2002 | Björn Kircheisen Nordische Kombination | Nachwuchsmannschaft Dressur Reiten                                                                          | Heinrich Popow Leichtathletik            | Victoria Zarn Schwimmen           |
| 2001 | André Weßels Fechten                   | 4 × 100-m-Staffel der Juniorinnen Leichtathletik                                                            | Sebastian Cleem Rollstuhlsprint          | Katrin Schliwa Schwimmen          |
| 2000 | Fabian Mund Biathlon                   | 4 × 7,5-km-Staffel der Junioren Biathlon                                                                    | –                                        | Nele Alder-Baerens Leichtathletik |
| 1999 | Sina Schielke Leichtathletik           | – | –                                        | –                                 |
| 1998 | Ronald Rauhe Kanurennsport             | – | –                                        | –                                 |
| 1997 | Timo Boll Tischtennis                  | – | –                                        | –                                 |
| 1996 | Anni Friesinger Eisschnelllauf         | – | –                                        | –                                 |
| 1995 | Amelie Lux Windsurfen                  | – | –                                        | –                                 |
| 1994 | Julia Jung Schwimmen                   | – | –                                        | –                                 |
| 1993 | Manuela Mucke Kanurennsport            | – | –                                        | –                                 |
| 1992 | Franziska van Almsick Schwimmen        | – | –                                        | –                                 |
| 1991 | Anke Baier-Loef Eisschnelllauf         | – | –                                        | –                                 |
| 1990 | Katja Seizinger Ski Alpin              | – | –                                        | –                                 |

| Jahr | Sportler(in) (BRD)         | Sportart           |
| ---- | -------------------------- | ------------------ |
| 1989 | Michael Kohnle             | Leichtathletik     |
| 1988 | Stephanie Ortwig           | Schwimmen          |
| 1987 | Hannes Hirschvogel         | Sportschießen      |
| 1986 | Martin Herrmann            | Schwimmen          |
| 1985 | Anja Fichtel-Mauritz       | Fechten            |
| 1984 | Zita Funkenhauser          | Fechten            |
| 1983 | Jürgen Evers               | Leichtathletik     |
| 1982 | Markus Scherer             | Ringen             |
| 1981 | Ute Enzenauer Michael Groß | Radsport Schwimmen |
| 1980 | Peter Angerer              | Biathlon           |
| 1979 | Christian Sandow           | Moderner Fünfkampf |
| 1978 | Martin Knosp               | Ringen             |